# VfB Hellerau-Klotzsche

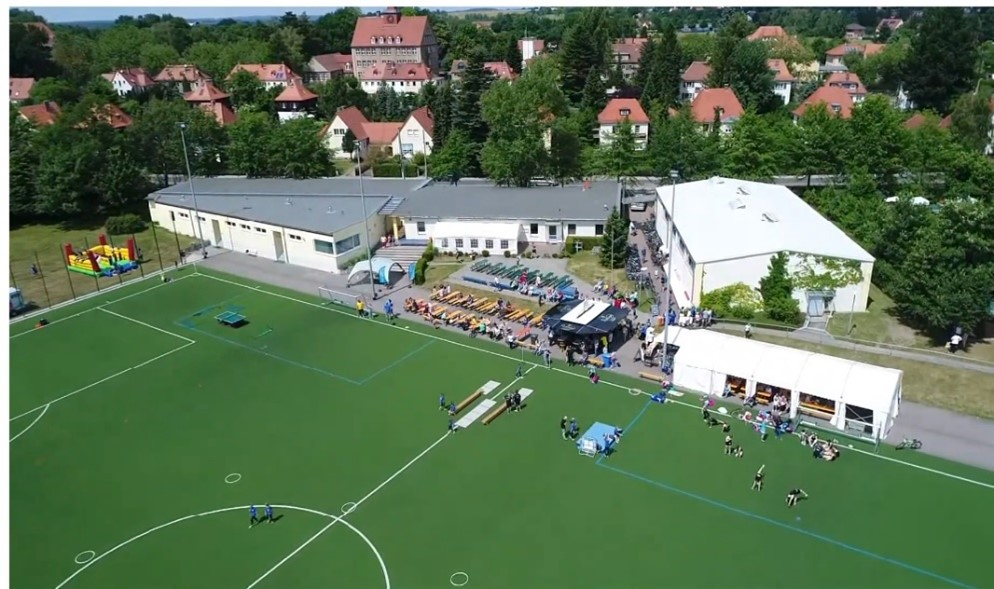
Sportanlage in Dresden

Der VfB Hellerau-Klotzsche e. V. ist ein im Dresdner Norden ansässiger Breitensportverein. Er bietet sportinteressierten Menschen Trainings- und Wettkampfmöglichkeiten in 11 verschiedenen Sportarten an.

## Geschichte
Seit 1993 bietet der Verein in den Altersklassen ab dem 4. Lebensjahr aufwärts Sportmöglichkeiten. Der ursprüngliche Verein, der SV Hellerau, wurde 1937 gegründet und ab 1950 zunächst als Betriebssportgemeinschaft (BSG) Aufbau Deutsche Werkstätten Hellerau weitergeführt. Ab 1958 erfolgte der Zusammenschluss mit dem Verein Motor Klotzsche und die neue Bezeichnung BSG-Flugzeugwerke (Elbe Flugzeugwerke). Im Jahre 1964 hat sich der Verein dann der bestehenden TSG Nord angeschlossen. Ab 1980 wurde ein Teil des Vereins wieder herausgelöst und als BSG Flugzeugwerft Dresden bezeichnet. Die Gründung des VfB Hellerau-Klotzsche mit dem Eintrag im Vereinsregister erfolgte im Jahr 1993.
Seit dem 1. Januar 2023 zählt der VfB Hellerau-Klotzsche e. V. als Großsportverein, da die Anzahl der Mitglieder stetig bei über 1.000 liegt. Die Alterspanne der Mitglieder reicht von der Vollendung des 4. Lebensjahres bis weit ins hohe Alter hinein. Der Verein von hauptamtlichen und ehrenamtlichen Mitarbeitern organisiert. Der Verein bietet Individual- und Gruppentraining an.

## Abteilungen

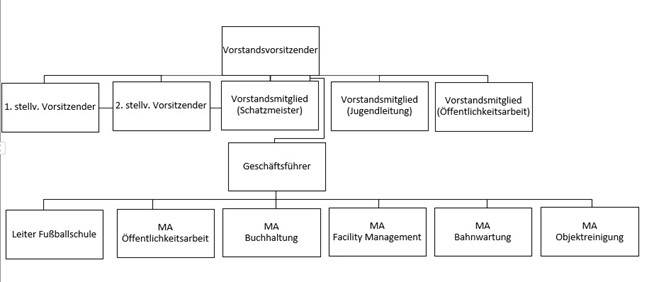
Organigramm VfB Hellerau-Klotzsche

Aktuell hat der Verein die 11 Abteilungen: Badminton, Judo, Fußball, Tischtennis, Kegeln, Bewegungsschule, Rehasport, Gymnastik, Kickboxen, Rhythmische Sportgymnastik (RSG) und die Fußballschule (Kids in Motion). In den Sportarten Judo und RSG ist der Verein deutschlandweit bei Wettkämpfen aktiv und belegt teils einen Platz unter den ersten 10 in Deutschland.

### Abteilung Fußball
Der VfB Hellerau-Klotzsche startet in die Saison 2025/26 mit insgesamt 19 Mannschaften, darunter 14 Kinder- und Jugendteams.  Alle Mannschaften sind im Dresdner Stadtgebiet aktiv.

#### Fußballmannschaft 1. Männer
| Saison  | Liga                        | Platz | Tore   | Punkte |
| ------- | --------------------------- | ----- | ------ | ------ |
| 2003/04 | Stadtliga Dresden           | 1.    | 82:18  | 66     |
| 2004/05 | Bezirksklasse Staffel 4     | 3.    | 94:37  | 62     |
| 2005/06 | Bezirksklasse Staffel 4     | 2.    | 100:28 | 75     |
| 2006/07 | Bezirksklasse Staffel 4     | 1.    | 93:38  | 72     |
| 2007/08 | Bezirksliga                 | 15.   | 28:80  | 26     |
| 2008/09 | Bezirksklasse Staffel 4     | 2.    | 86:33  | 72     |
| 2009/10 | Bezirksklasse Staffel 4     | 3.    | 66:37  | 63     |
| 2010/11 | Bezirksklasse Dresden St. 4 | 10.   | 55:63  | 36     |
| 2011/12 | Sparkassenoberliga          | 5.    | 53:47  | 39     |
| 2012/13 | Sparkassenoberliga          | 4.    | 61:35  | 45     |
| 2013/14 | Sparkassenoberliga          | 7.    | 50:45  | 36     |
| 2014/15 | Sparkassenoberliga          | 5.    | 48:41  | 41     |
| 2015/16 | Sparkassenoberliga          | 3.    | 63:35  | 52     |
| 2016/17 | Sparkassenoberliga          | 5.    | 54:49  | 40     |
| 2017/18 | Sparkassenoberliga          | 3.    | 53:40  | 46     |
| 2018/19 | Sparkassenoberliga          | 3.    | 54:43  | 48     |
| 2019/20 | Sparkassenoberliga          | 5.    | 39:21  | 1,93*  |
| 2020/21 | Sparkassenoberliga          | 6.    | 19:12  | 15**   |
| 2021/22 | Sparkassenoberliga          | 4.    | 43:22  | 2,07*  |
| 2022/23 | Sparkassenoberliga          | 2.    | 69:37  | 60     |
| 2023/24 | Sparkassenoberliga          | 10.   | 41:57  | 34     |

* Saisonabbruch wegen Corona (Berechnung nach Quotientenregel)
** Saisonabbruch wegen Corona

## Mitgliedschaften
Der Verein ist Mitglied im
- Landessportbund Sachsen
- Stadtsportbund Dresden e. V.
- Stadtverband Fußball Dresden e. V.
- Stadtteilrunde Nord

Weiterhin ist der Verein:
- Anerkannte Einsatzstelle im Freiwilligendienst (FSJ). Es wird eine FSJ Stelle im Sport angeboten. Die Vergabe erfolgt über die Sportjugend Sachsen.
- Anerkannter DOSB-Stützpunktverein
- Nachgeordnete Einrichtung der Sportjugend Dresden